# Дандоло, Джованни

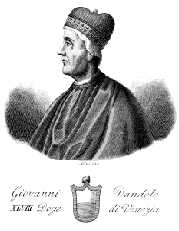
Джованни Дандоло

Джованни Да́ндоло (итал. Giovanni Dàndolo; ? — 1289) — 48-й венецианский дож.
Во время правления дожа Венецианская республика впервые выпустила в обращение золотой дукат.
Дож был похоронен в соборе Сан-Дзаниполо-э-Паоло. Гробница до наших дней не сохранилась, о захоронении напоминает только каменный диск с надписью.

## Семья
Джованни Дандоло родился в знаменитой венецианской семье, откуда вышли ещё трое дожей — Дандоло Энрико, Дандоло Андреа и Франческо Дандоло. Две представительницы этой семьи выходили замуж за дожей. Джованни Дандоло связан дальними родственными связями со многими заметными фигурами итальянской истории, такими как Фра Беато Анджелико, Эудженио Канфари и Бенито Муссолини.

## Правление
До избрания дожем Джованни Дандоло занимал различные посты, в том числе, занимал должность подеста Болоньи и Падуи, командовал частями венецианского флота. Во время собственных выборов на пост дожа Джованни Дандоло участвовал в сражениях против Истрии и Триеста, которые позже переросли войну, в которую оказались втянуты постоянный враг Венеции Градо и Папская область. На протяжении правления Джованни Дандоло последовало множество боевых столкновений.
После подписания мирного договора англ. Treaty of Ravenna с Анконой новой военной угрозой стало восстание на Крите, поддерживаемое византийским императором Михаилом VIII Палеологом, соперником Венеции в борьбе за господство в восточном Средиземноморье. Это заставило Джованни Дандоло подписать Орвиетский договор с Карлом I Анжуйским и Филиппом де Куртене.
На протяжении правления Джованни Дандоло отношения Венеции с Ватиканом были напряженными. Венеция отказалась поддержать Папскую область в карательной операции против Сицилии, что заставило папу Мартина IV наложить интердикт на Венецию, что было впоследствии (в 1285 году) отменено папой Гонорием IV.